# L'Africain (album)
Pour les articles homonymes, voir L'Africain (homonymie).
Albums de Tiken Jah Fakoly
Coup de gueule
(2004) Live à Paris
(2008)
L'Africain est le 8e album du reggaeman ivoirien Tiken Jah Fakoly paru en septembre 2007. Cet album comporte trois invités au chant avec le rappeur français Soprano du groupe Psy 4 de la Rime, le rappeur sénégalo-américain Akon et le reggaeman ivoirien Béta Simon.

## Titres
| No  | Titre                                 | Durée |
| --- | ------------------------------------- | ----- |
| 1.  | L'Africain                            | 4:00  |
| 2.  | Ouvrez les frontières (feat. Soprano) | 3:56  |
| 3.  | Où aller où ?                         | 3:54  |
| 4.  | Africain à Paris                      | 3:51  |
| 5.  | Ayebada                               | 3:37  |
| 6.  | Soldier (feat. Akon)                  | 4:22  |
| 7.  | Non à l'excision                      | 3:26  |
| 8.  | Foly                                  | 3:47  |
| 9.  | Viens voir                            | 3:43  |
| 10. | Promesse bla bla                      | 4:39  |
| 11. | Gauche droite                         | 3:02  |
| 12. | Ma Côte d'Ivoire (feat. Béta Simon)   | 4:51  |

## Anecdote
- Africain à Paris est une reprise musicale du titre Englishman in New York de Sting.